# Hanbin (Ankang)
Hanbin (en chino, 汉滨; pinyin, Hànbīn, léase Jan-Bin) es un distrito urbano bajo la administración directa de la Prefectura Ankang  en la Provincia de Shaanxi, República Popular China.  Su área es de 3645 km² y su población total para 2010 superó los 870 mil habitantes.

## Administración
Desde julio de 2023, el  Distrito Hanbin   se divide en 28 pueblos que se administran en 4 subdistritos y 24 poblados.